# Witold Chmielewski (podpułkownik)
Witold Chmielewski (ur. 4 sierpnia 1892 w Piktuszy, zm. wiosną 1940 w Katyniu) – burmistrz Klecka, podpułkownik piechoty Wojska Polskiego, kawaler Orderu Virtuti Militari, ofiara zbrodni katyńskiej.

## Życiorys
Urodził się jako syn Franciszka i Cezaryny z domu Markowska, w majątku Piktusza na obszarze guberni wileńskiej. Zdał maturę w Szkole Handlowej w Wilnie w 1914. Następnie został powołany do Armii Imperium Rosyjskiego. W jej ramach został absolwentem Pawłowskiej Szkoły Wojskowej w Petersburgu. Podczas I wojny światowej służył w carskiej armii na froncie w walkach z Niemcami w stopniu chorążego na stanowiskach dowódcy plutonu, dowódcy kompanii, oficera sztabu w szeregach 123 Dywizji Strzeleckiej. 4 listopada 1917 ochotniczo wstąpił do I Korpusu Polskiego w Rosji i został przydzielony do 6 pułku piechoty. Pełnił wówczas funkcję komendanta miasta Berezyna.
Po tym jak został rozwiązany Korpus, wstąpił do szeregów Samoobrony Wileńskiej. Po odzyskaniu przez Polskę niepodległości wstąpił do Wojska Polskiego. Podczas wojny polsko-bolszewickiej służył w szeregach oddziału mjr. Jerzego Dąbrowskiego, a następnie dowodził kompanią w 77 pułku piechoty.
Później został przeniesiony do 76 pułku piechoty. 3 maja 1922 został zweryfikowany w stopniu majora ze starszeństwem z dniem 1 czerwca 1919 i 456. lokatą w korpusie oficerów piechoty. W lipcu tego roku został zatwierdzony na stanowisku dowódcy batalionu sztabowego. W 1924 został przesunięty na stanowisko dowódcy III batalionu. W sierpniu 1926 został przeniesiony do 1 pułku piechoty Legionów w Wilnie na stanowisko komendanta składnicy wojennej. Został awansowany do stopnia podpułkownika ze starszeństwem z dniem 1 stycznia 1928 roku i 35. lokatą w korpusie oficerów piechoty. 26 kwietnia 1928 roku został przeniesiony do 42 pułku piechoty w Białymstoku na stanowisko kwatermistrza. W marcu 1929 został wyznaczony p.o. komendanta, a od 1930 był komendantem Powiatowej Komendy Uzupełnień Łuków. W grudniu 1931 został zwolniony z zajmowanego stanowiska z pozostawieniem bez przynależności służbowej i równoczesnym oddaniem do dyspozycji dowódcy Okręgu Korpusu Nr IX. Z dniem 31 maja 1932 został przeniesiony w stan spoczynku.
Osiadł w wydzierżawionym majątku Graużyszki (gmina Graużyszki – powiat oszmiański). Od lutego 1937, jako następca Jana Kuroczyckiego, pełnił urząd burmistrza miasta Klecka.
Po agresji ZSRR na Polskę w nieznanych okolicznościach aresztowany przez NKWD. Był przetrzymywany w obozie jenieckim w Kozielsku. Wiosną 1940 został przetransportowany do Katynia i rozstrzelany przez funkcjonariuszy Obwodowego Zarządu NKWD w Smoleńsku oraz pracowników NKWD przybyłych z Moskwy na mocy decyzji Biura Politycznego KC WKP(b) z 5 marca 1940. Pogrzebano go w bezimiennej mogile zbiorowej, gdzie od 28 lipca 2000 mieści się oficjalnie Polski Cmentarz Wojenny w Katyniu. W miejscu tym prowadzone były ekshumacje i prace archeologiczne, jednak Witold Chmielewski nie został zidentyfikowany. Figuruje na liście wywózkowej z 5 kwietnia 1940.

## Upamiętnienie
5 października 2007 minister obrony narodowej Aleksander Szczygło mianował go pośmiertnie na stopień pułkownika. Awans został ogłoszony 9 listopada 2007 w Warszawie, w trakcie uroczystości „Katyń Pamiętamy – Uczcijmy Pamięć Bohaterów”.
W ramach akcji „Katyń... pamiętamy” / „Katyń... Ocalić od zapomnienia” został zasadzony Dąb Pamięci Witolda Chmielewskiego.

## Ordery i odznaczenia
- Krzyż Srebrny Orderu Wojskowego Virtuti Militari nr 4133 (1922)[23]
- Krzyż Walecznych – trzykrotnie (po raz pierwszy w 1922)[24]
- Krzyż Zasługi Wojsk Litwy Środkowej[25]
- Medal Niepodległości – 3 czerwca 1933 roku „za pracę w dziele odzyskania niepodległości”[26]